# Ciao, Italia!: Live from Italy
Vidéos par Madonna
Live: The Virgin Tour
(1985) Blond Ambition World Tour Live
(1990)
Ciao, Italia!: Live from Italy est une vidéo de l'artiste américaine Madonna. Elle sort le 24 mai 1988 sous le label Warner-Reprise Video et montre un concert du Who's That Girl Tour en direct du stade olympique de Turin le 4 septembre 1987 et un autre à Florence, le 6 septembre 1987. La compagnie musicale décide de sortir Ciao Italia en voyant le succès de la vidéo Who's That Girl – Live in Japan. La vidéo est ré-éditée en 1999 en format DVD avec une bande-son stéréo contenant uniquement les chansons.
Les critiques donnent de bons avis sur la vidéo et notent la mise en scène de Madonna ainsi que ses qualités artistiques. Il apprécient également l'orientation de la caméra qui donnait une bonne visibilité du concert. Ciao Italia arrive numéro un du classement des cassettes vidéo aux États-Unis et devient la seconde vidéo la mieux vendue de l'année 1988. Elle est certifiée deux fois platine par la Recording Industry Association of America (RIAA) pour la vente de 100 000 exemplaires.

## Genèse
En 1987, la tournée Who's That Girl Tour est un véritable succès, récoltant 25 millions de dollars et rassemblant un million et demi de spectateurs. Warner Bros. décide de sortir une vidéo de la tournée uniquement au Japon car la vidéo précédente n'est jamais sortie dans ce pays. Cette décision a été adoptée en voyant le succès que rencontrait la tournée au Japon. Nommée Who's That Girl – Live in Japan, la vidéo contient le film d'un concert, filmée à Korakuen Stadium à Tōkyō le 22 juin 1987. Elle est diffusée dans une émission spéciale à la télévision,. La vidéo connaît un véritable succès, ce qui incite Warner à faire une version différente dans le reste du monde.
La vidéo Ciao, Italia!: Live from Italy sort le 24 mai 1988 et rassemble deux concerts de la chanteuse, l'un à Turin et l'autre à Florence. On peut y voir une introduction avec Madonna et ses danseurs qui répètent les chorégraphies et les chansons de la tournée. Madonna, qui s'était préparée physiquement pour la tournée, demande à Egbert van Hees que la forme de son corps soit mise en avant dans les plans de la vidéo. Elle pense que sa nouvelle apparence la rendrait plus attrayante. En 1999, Warner Bros. ré-édite la vidéo en format DVD comme les autres,. Ciao, Italia!: Live from Italy apparaît en format 4:3 sur le recto. Le concert s'appuie sur les nuances de magenta, les costumes de Madonna. Une bande son stéréo accompagne le DVD, où les chansons sont remixées.

## Accueil

### Critiques de la presse
Andrew Perala de Anchorage Daily News complimente la vidéo : « Si vous avez un penchant secret pour la chanteuse pop Madonna, vous pouvez voir son Ciao, Italia!, le film du concert en Italie. Vous pouvez être incroyablement surpris de voir comment elle est incroyable ». Heather Phares de AllMusic dit : « Ciao Italia: Live From Italy capture une prestation de sa tournée mondiale avec ses tubes Lucky Star, True Blue, La Isla Bonita, Like a Virgin et Material Girl. Beaucoup plus simple et moins bien chorégraphié que dans l'extravagant The Girlie Show World Tour, Ciao Italia est toujours aussi divertissant et plaît aux fans nostalgiques ». Dennis Hunt de Los Angeles Times donne une critique positive en commentant : « Un show italien festif avec la Material Girl, qui s'est transformé en véritable artiste, qui se pavane et chante la plupart de ses tubes, un vrai plaisir. La vidéo montre les qualités de Madonna en tant que chanteuse, et sa théâtralité, son peps et son insolence ». Tom Shales de The Washington Post dit que « Ciao Italia est merveilleux car Madonna est ici chez elle avec sa famille italienne autour d'elle. [...] Un stade de football à Turin devient le centre sexuel de l'univers avec Madonna l'an passé, l'une des plus vilaines stars, faisant un concert devant 75 000 spectateurs italiens. Exubérante et insouciante, Madonna chante ses tubes comme le sombre Live to Tell — en stéréo ; danse avec un garçon de 14 ans, le petit homme chanceux ; et se prend elle-même pour la reine, avec un « Kiss » sur sa culotte [...] Sa superbe mise en scène est présente aussi bien dans ses prestations que dans le travail de la caméra ». Jim Farber de Rolling Stone dit que « cette version du Who's That Girl Tour permet à Madonna de revenir dans le milieu où elle est la meilleure. Cependant, sur la videocassette, Madonna transforme sa manipulation en un message excitant ». Colin Jacobson du DVD Movie Guide donne une critique négative de la vidéo en disant que « le plus gros problème avec Ciao Italia, c'est que la vidéo a été baclée. Je ne me souviens avoir vu Italia dans une émission spéciale à la télé et me demande si elle a été enregistrée pour des émissions futures, mais il a surement été tournée à la va-vite. Le montage et les caméras abondent, mais ces deux facteurs ne vont pas tellement bien ensembles. C'est comme s'ils essayaient de faire de leur mieux avec le matériel de l'époque mais qu'ils n'ont pas réussi ».

### Succès commercial
La vidéo entre à la 17e place du classement Top Music Videocassettes le 4 juin 1988 et atteint la neuvième la semaine suivante. Elle entame ensuite une lente ascension jusqu'à la première place qu'elle atteint le 20 août 1988, remplaçant Jane Fonda's Low Impact Aerobic Workout par Jane Fonda. Elle est reste présente dans le classement pendant 87 semaines. Ciao Italia est la seconde cassette à s'être le mieux vendu en 1988. La vidéo est certifiée deux fois platine par la Recording Industry Association of America (RIAA) pour la vente de 200 000 exemplaires. Ciao Italia atteint la troisième place du RPM Top 10 Video Chart le 9 juin 1990. Elle reste présente pendant un total de huit semaines. Elle arrive également troisième du classement finnois en 2009. Ciao Italia est aussi certifié platine par la Cámara Argentina de Productores de Fonogramas y Videogramas (CAPIF) pour la vente de 15 000 DVD.

## Liste des chansons
| 1.    | Open Your Heart                                                                    | Madonna, Gardner Cole, Peter Rafelson          | 5:04 |
| 2.    | Lucky Star                                                                         | Madonna                                        | 4:19 |
| 3.    | True Blue                                                                          | Madonna, Stephen Bray                          | 4:45 |
| 4.    | Papa Don't Preach                                                                  | Brian Elliot, Madonna (paroles additionnelles) | 6:08 |
| 5.    | White Heat                                                                         | Madonna, Patrick Leonard                       | 7:12 |
| 6.    | Causing a Commotion                                                                | Madonna, Stephen Bray                          | 4:45 |
| 7.    | The Look of Love                                                                   | Madonna, Patrick Leonard                       | 5:02 |
| 8.    | Dress You Up                                                                       | Andrea LaRusso, Peggy Stanziale                | 3:51 |
| 9.    | Material Girl                                                                      | Peter Brown, Roberta Rans                      | 3:57 |
| 10.   | Like a Virgin (contient un extrait de I Can't Help Myself (Sugar Pie Honey Bunch)) | Tom Kelly, Billy Steinberg                     | 4:51 |
| 11.   | Where's the Party                                                                  | Madonna, S. Bray, P. Leonard                   | 5:20 |
| 12.   | Live to Tell                                                                       | Madonna, P. Leonard                            | 8:51 |
| 13.   | Into the Groove                                                                    | Madonna, S. Bray                               | 6:11 |
| 14.   | La Isla Bonita                                                                     | Madonna, P. Leonard, Bruce Gaitsch             | 4:33 |
| 15.   | Who's That Girl                                                                    | Madonna, P. Leonard                            | 4:02 |
| 16.   | Holiday                                                                            | Curtis Hudson, Lisa Stevens                    | 6:34 |
| 55:00 |                                                                                    |                                                |      |

### Formats
La vidéo sort en VHS en 1988, Laserdisc en 1990 et DVD en 1999 sous le format 4:3.

## Crédits
- Egbert van Hees : directeur
- Riccardo Mario Corato : producteur
- Madonna : chanteuse, interprète, danseuse
- Shabba Doo : chorégraphe, danseur
- Patrick Leonard : claviers
- Jai Winding : claviers
- Jonathan Moffett : batteries
- David Williams : guitares
- James Harrah : guitares
- Kerry Hatch : basse
- Luis Conte : percussion
- Donna De Lory : chœur
- Nikki Harris : chœur
- Debra Parsons : chœur
- Ángel Ferreira : danseur
- Chris Finch : danseur

Source

## Classements et certifications

### Classements
| Pays       | Meilleure position |
| ---------- | ------------------ |
| Canada     | 3                  |
| Finlande   | 3                  |
| États-Unis | 1                  |

### Certifications
| Pays       | Classement |
| ---------- | ---------- |
| Argentine  | Platine    |
| États-Unis | Platine    |

## Compléments